# Гродзиск (гмина)
Гродзиск (пол. Grodzisk) — сельская гмина (волость) в Польше, входит как административная единица в Семятыченский повет, Подляское воеводство. Административный центр гмины — деревня Гродзиск. Население — 4690 человек (на 2004 год).

## Демография
| Перепись                       | Всего   | Всего | Женщины | Женщины | Мужчины | Мужчины |
| ------------------------------ | ------- | ----- | ------- | ------- | ------- | ------- |
| Единицы                        | человек | %     | человек | %       | человек | %       |
| Население                      | 4690    | 100   | 2289    | 48,8    | 2401    | 51,2    |
| Плотность населения (чел./км²) | 23,1    | 23,1  | 11,3    | 11,3    | 11,8    | 11,8    |

## Поселения
1. Александрово
2. Бишево
3. Богуше-Литевка
4. Гродзиск
5. Доброгощ
6. Долубово-Вырембы
7. Дрохлин
8. Жале
9. Жеры-Быстре
10. Жеры-Пиляки
11. Жеры-Чубики
12. Камянки
13. Козлово
14. Корыцины
15. Косянка-Боруты
16. Косянка-Лесьна
17. Косянка-Троянувка
18. Кракувки-Влодки
19. Кракувки-Домбки
20. Кракувки-Здзихы
21. Крынки-Борове
22. Крынки-Бялокунки
23. Крынки-Миклясы
24. Крынки-Соболе
25. Крынки-Ярки
26. Любовиче
27. Макарки
28. Малыщын
29. Межинувка
30. Може
31. Невярово-Пшибки
32. Невярово-Сохы
33. Нове-Сыпне
34. Пожезины-Гентки
35. Пожезины-Мендле
36. Рыбалты
37. Семёны
38. Стадники
39. Стара-Косянка
40. Старе-Богуше
41. Старе-Сыпне
42. Тарговиск
43. Чае
44. Чарна-Велька
45. Чарна-Сьредня
46. Чарна-Церкевна
47. Ящолты

## Соседние гмины
1. Гмина Браньск
2. Гмина Цехановец
3. Гмина Дрохичин
4. Гмина Дзядковице
5. Гмина Перлеево
6. Гмина Рудка
7. Гмина Семятыче